# Barpeta
Barpeta è una suddivisione dell'India, classificata come municipal board, capoluogo del distretto di Barpeta, nello stato federato dell'Assam. In base al numero di abitanti la città rientra nella classe III (da 20.000 a 49.999 persone). La cittadina si trova 90km a nord ovest di Guwahati ed è uno dei centri abitati principali dell'Assam occidentale.

## Geografia fisica
La città è situata a 26° 19' 0 N e 91° 0' 0 E e ha un'altitudine media di 34 m s.l.m.. Si trova a circa 44 km dal Parco nazionale di Manas. È attraversata da tre fiumi (Chaulkhowa, Mora Nodi e Nakhanda), tutti tributari del Brahmaputra.